# Rezerwat przyrody Jezioro Cechyńskie Małe
Rezerwat przyrody Jezioro Cechyńskie Małe – wodny rezerwat przyrody położony na terenie gmin Bytów i Studzienice w powiecie bytowskim (województwo pomorskie), obejmujący lobeliowe Jezioro Cechyńskie Małe pochodzenia wytopiskowego.
Obszar chroniony utworzony został 1 maja 1985 na podstawie Zarządzenia Ministra Leśnictwa i Przemysłu Drzewnego z dnia 11 kwietnia 1985 roku w sprawie uznania za rezerwaty przyrody (M.P. z 1985 r. Nr 7, poz. 60).

## Położenie
Rezerwat leży na terenach chronionych programem Natura 2000: specjalnym obszarze ochrony siedlisk Bytowskie Jeziora Lobeliowe PLH 220005, a także w granicach otuliny Parku Krajobrazowego Doliny Słupi. Geograficznie znajduje się na Pojezierzu Bytowskim. W odległości kilkuset metrów na północ leży rezerwat przyrody Jezioro Głęboczko (otuliny obu obszarów graniczą ze sobą), zaś bezpośrednio przy nim położone są Cechyny (przysiółek wsi Łąkie).
Rezerwat ma 56,17 ha powierzchni (całość podlega ochronie czynnej), spośród czego 47,47 ha przypada na samo jezioro. Otoczony jest on otuliną o obszarze 188,9 ha, na którą składają się wydzielenia leśne z nadleśnictwa Bytów. Pierwotna powierzchnia podana w zarządzeniu z 1985 wynosiła 49,05 ha. Obejmuje wydzielenia leśne w nadleśnictwie Bytów, leśnictwie Lipnica: 22l (część), m, 23o (część), p (część), 24 (część), r (część), 30b (część), c (część), f (część), 32a (część), ax (część), d, l (część), p (część), s, z (część), 40a (część), b (część). Odpowiada to obrębom ewidencyjnym Pomysk Wielki – działki ewidencyjne nr 22/1 (część), 23/1 (część), 24/14 (część), 30/3 (część) oraz Łąkie – dz. ew. nr 24/2 (część), 30/2 (część), 32/6 (część), 40/1 (część), 41/1 (część) oraz 116.

## Charakterystyka
Celem ochrony rezerwatowej jest „zachowanie jeziora lobeliowego wraz z charakterystyczną roślinnością oraz cennymi gatunkami roślin i zwierząt”. Na terenie rezerwatu występują gatunki charakterystyczne dla tego typu zbiorników wodnych, w tym: lobelia jeziorna (Lobelia dortmanna), poryblin jeziorny (Isoëtes lacustris), brzeżyca jednokwiatowa (Littorella uniflora), wywłócznik skrętoległy (Myriophyllum alterniflorum), jeżogłówka pokrewna (Spharganium angustifolium), grążel żółty (Nuphar lutea), grzybienie białe (Nymphaea alba) oraz chroniona w ramach II załącznika unijnej dyrektywy siedliskowej elisma wodna (Luronim natans), a także cenne gatunki kręgowców i bezkręgowców, w tym sielawa europejska (Coregonus albula). Otoczenie stanowią strome wzniesienia morenowe porośnięte lasami bukowymi i bukowo-dębowymi oraz łąkami, poza zabudową na brzegu zachodnim i olszyną na brzegu północno-zachodnim. Jezioro Cechyńskie Małe ma pochodzenie wytopiskowe, jego głębokość sięga 19,7 metra, jest połączone strumykiem z Jeziorem Cechyńskim Wielkim i jeziorem Głęboczko.
Według planu ochrony ustalonego w 2013 na terenie rezerwatu ogranicza się meliorację, turystykę rekreacyjną i działalność rolniczą (poza istniejącą), zachowuje się stosunki wodne i hydrochemiczne. Na jego całym obszarze w ograniczonym stopniu można prowadzić połowy ryb, we wschodniej części udostępniono go dla celów edukacyjnych i turystycznych. Rezerwat nie posiada natomiast zadań ochronnych. 